# Hyposoter xanthocerus
Hyposoter xanthocerus là một loài tò vò trong họ Ichneumonidae.